# Telorta falcipennis
Telorta falcipennis là một loài bướm đêm trong họ Noctuidae.